# Oğrubulaq
Oğrubulaq är en ort i Azerbajdzjan.   Den ligger i distriktet Cəlilabad Rayonu, i den sydöstra delen av landet, 190 km sydväst om huvudstaden Baku. Oğrubulaq ligger 218 meter över havet och antalet invånare är 235.
Terrängen runt Oğrubulaq är kuperad åt sydväst, men åt nordost är den platt. Runt Oğrubulaq är det ganska tätbefolkat, med 104 invånare per kvadratkilometer.. Närmaste större samhälle är Dzhalilabad, 16,3 km norr om Oğrubulaq.
Omgivningarna runt Oğrubulaq är en mosaik av jordbruksmark och naturlig växtlighet.